# Bursinia latipes
Bursinia latipes är en insektsart som beskrevs av Géza Horváth 1913. Bursinia latipes ingår i släktet Bursinia och familjen Dictyopharidae.
Artens utbredningsområde är Spanien. Inga underarter finns listade i Catalogue of Life.